# Ligne 3 du métro de Nankin
La ligne 3 du métro de Nankin  (chinois traditionnel : 南京地鐵三號線 ; chinois simplifié : 南京地铁三号线) est la sixième ligne du métro de Nankin. C'est une ligne sud-nord qui relie le district de Pukou avec le district de Jiangning au sud, elle est inaugurée le 1er avril 2015. De Linchang à Rue Mozhou Est, la ligne comporte 29 stations et 44,87 km en longueur.

## Histoire
| Section        | Section      | Date d'ouverture | Longueur km | Stations |
| -------------- | ------------ | ---------------- | ----------- | -------- |
| Rue Mozhou Est | Maqun        | 1er avril 2015   | 25.14       | 28       |
| Shangyuanmen   | Shangyuanmen | 18 octobre 2015  |             | 1        |

## Caractéristiques

### Liste des stations
| Services                           | Nom de station                                  | Nom de station     | Nom de station                          | Connexions                              | Positionne à |
| Services                           | Français                                        | Chinois            | Anglais                                 | Connexions                              | Positionne à |
| ---------------------------------- | ----------------------------------------------- | ------------------ | --------------------------------------- | --------------------------------------- | ------------ |
| Prolongement Nord (en projet)      |                                                 |                    |                                         |                                         |              |
| 3-1                                | Huaqiying                                       | 花旗營             | Huaqiying                               |                                         |              |
| 3-2                                | Gare de Nankin-Nord                             | 南京北站           | Nanjing North Railway Station           | Ligne4・Ligne15・Ligne18・Ligne S4      |              |
| Voie mère (en service)             |                                                 |                    |                                         |                                         |              |
| 3-3                                | Linchang                                        | 林場               | Linchang                                |                                         |              |
| 3-4                                | Rue Xinghuo                                     | 星火路             | Xinghuolu (Xinghuo Road)                |                                         |              |
| 3-5                                | Faculté de Chengxian de l'Université du Sud-Est | 東南成賢學院       | Southeast University Chengxian College  |                                         |              |
| 3-6                                | Rue Taifeng                                     | 泰馮路             | Taifenglu (Taifeng Road)                | Ligne S8                                |              |
| 3-7                                | Tianruncheng                                    | 天潤城             | Tianruncheng                            |                                         |              |
| 3-8                                | Rue Liuzhou Est                                 | 柳洲東路           | Liuzhoudonglu (Liuzhou East Road)       | Ligne11                                 |              |
| 3-9                                | Rue Shangyuanmen                                | 上元門             | Shangyuanmen (Shangyuan Gate)           |                                         |              |
| 3-10                               | Place Wutang                                    | 五塘廣場           | Wutang Guangchang (Wutang Square)       | Ligne7                                  |              |
| 3-11                               | Xiaoshi                                         | 小市               | Xiaoshi                                 |                                         |              |
| 3-12                               | Gare de Nankin                                  | 南京站             | Nanjing Railway Station                 | Ligne1・Ligne9                          |              |
| 3-13                               | Xinzhuang・Université de Sylviculture de Nankin | 新莊・南京林業大學 | Nanjing Forestry University / Xinzhuang |                                         |              |
| 3-14                               | Temple Jiming                                   | 雞鳴寺             | Jimingsi (Jiming Temple)                | Ligne4                                  |              |
| 3-15                               | Fuqiao                                          | 浮橋               | Fuqiao                                  | Ligne13                                 |              |
| 3-16                               | Daxinggong                                      | 大行宮             | Daxinggong                              | Ligne2                                  |              |
| 3-17                               | Rue Changfu                                     | 常府街             | Changfujie (Changfu Street)             |                                         |              |
| 3-18                               | Temple de Confucius                             | 夫子廟             | Fuzimiao (Temple of Confucius)          | Ligne5                                  |              |
| 3-19                               | Wudingmen                                       | 武定門             | Wudingmen (Wuding Gate)                 |                                         |              |
| 3-20                               | Yuhuamen                                        | 雨花門             | Yuhuamen (Yuhua Gate)                   | Ligne8                                  |              |
| 3-21                               | Kazimen                                         | 卡子門             | Kazimen (Kazi Gate)                     | Ligne10                                 |              |
| 3-22                               | Rue Daming                                      | 大明路             | Daminglu (Daming Road)                  |                                         |              |
| 3-23                               | Place Mingfa                                    | 明發廣場           | Mingfa Guangchang (Mingfa Plaza)        |                                         |              |
| 3-24                               | Gare de Nankin -Sud                             | 南京南站           | Nanjing South Railway Station           | Ligne1・Ligne6 Ligne18・LigneS1 LigneS3 |              |
| 3-25                               | Boulevard Hongyun                               | 宏運大道           | Hongyundadao (Hongyun Avenue)           |                                         |              |
| 3-26                               | Rue Shangtai Ouest                              | 勝太西路           | Shengtaixilu (West Shengtai Road)       | Ligne12                                 |              |
| 3-27                               | Rue Tianyuan Ouest                              | 天元西路           | Tianyuanxilu (West Tianyuan Road)       | Ligne12                                 |              |
| 3-28                               | Lac Jiulong                                     | 九龍湖             | Jiulonghu (Jiulong Lake)                |                                         |              |
| 3-29                               | Boulevard Chengxin                              | 誠信大道           | Chengxindadao (Chengxin Avenue)         | Ligne5                                  |              |
| 3-30                               | Campus Lac Jiulong de l'Université du Sud-Est   | 東大九龍湖校區     | Southeast University Jiulonghu Campus   |                                         |              |
| 3-31                               | Rue Mozhou Est                                  | 秣周東路           | Mozhoudonglu (East Mozhou Road)         |                                         |              |
| Prolongement Sud (en construction) |                                                 |                    |                                         |                                         |              |
| 3-32                               | Rue Hefeng                                      | 和風路             | Hefenglu (Hefeng Road)                  |                                         |              |
| 3-33                               | Moling                                          | 秣陵               | Moling                                  |                                         |              |